# Okręg wyborczy nr 6 do Sejmu Rzeczypospolitej Polskiej (1991–1993)
Okręg wyborczy nr 6 do Sejmu Rzeczypospolitej Polskiej (1991–1993) obejmował województwo konińskie i sieradzkie. W ówczesnym kształcie został utworzony w 1991. Wybieranych było w nim 9 posłów w systemie proporcjonalnym.
Siedzibą okręgowej komisji wyborczej był Konin.

## Wybory parlamentarne 1991
Głosowanie odbyło się 27 października 1991.
| Komitet wyborczy                                      | Komitet wyborczy                                                  | Głosów | %     | Mandaty | Wybrani posłowie                     |
| ----------------------------------------------------- | ----------------------------------------------------------------- | ------ | ----- | ------- | ------------------------------------ |
|                                                       | Polskie Stronnictwo Ludowe Sojusz Programowy                      | 42 835 | 19,45 | 2       | Wojciech Zarzycki, Zdzisław Domański |
|                                                       | Sojusz Lewicy Demokratycznej                                      | 31 222 | 14,17 | 1       | Irena Nowacka                        |
|                                                       | Porozumienie Ludowe                                               | 26 820 | 12,18 | 1       | Ireneusz Niewiarowski                |
|                                                       | Unia Demokratyczna                                                | 17 729 | 8,05  | 1       | Joanna Staręga-Piasek                |
|                                                       | Wyborcza Akcja Katolicka                                          | 14 905 | 6,77  | 1       | Tomasz Szyszko                       |
|                                                       | Porozumienie Obywatelskie Centrum                                 | 14 498 | 6,58  | 1       | Paweł Kotlarski                      |
|                                                       | Konfederacja Polski Niepodległej                                  | 13 207 | 6,00  | 1       | Marek Michalik                       |
|                                                       | Niezależny Samorządny Związek Zawodowy „Solidarność”              | 10 547 | 4,79  | 1       | Zbigniew Ładosz                      |
|                                                       | Kongres Liberalno-Demokratyczny                                   | 9951   | 4,52  | –       |                                      |
|                                                       | Polska Partia Przyjaciół Piwa                                     | 7179   | 3,37  | –       |                                      |
|                                                       | Solidarność Pracy                                                 | 5090   | 2,31  | –       |                                      |
|                                                       | Chrześcijańska Demokracja                                         | 4046   | 1,84  | –       |                                      |
|                                                       | Unia Polityki Realnej                                             | 4010   | 1,82  | –       |                                      |
|                                                       | Stronnictwo Demokratyczne                                         | 4000   | 1,82  | –       |                                      |
|                                                       | Partia Wolności                                                   | 2843   | 1,29  | –       |                                      |
|                                                       | Polska Partia Ekologiczna – Zieloni                               | 2129   | 0,97  | –       |                                      |
|                                                       | Zdrowa Polska – Sojusz Ekologiczny                                | 2102   | 0,95  | –       |                                      |
|                                                       | Koalicja Polskiej Partii Ekologicznej i Polskiej Partii Zielonych | 2028   | 0,92  | –       |                                      |
|                                                       | Blok Przemysłu i Środowisk Technicznych                           | 1914   | 0,87  | –       |                                      |
|                                                       | Stronnictwo Narodowe                                              | 1708   | 0,78  | –       |                                      |
|                                                       | Blok Ludowo-Chrześcijański                                        | 1254   | 0,57  | –       |                                      |
| Frekwencja: 38,05% Źródło: Państwowa Komisja Wyborcza |                                                                   |        |       |         |                                      |